# سي إن سي أو
سي إن سي أو (CNCO) هي فرقة موسيقية لاتينية تكونت في 13 ديسمبر كانون الأول 2015 عقب فوزهم بالموسم الأول من مسابقة «لا بندا» (بالإنجليزية: LA banda)‏ و الأخيرة مسابقة اكتشاف مواهب أسسها سايمون كاول (بالإنجليزية: simon cowell )‏ و منتجها ريكي مارتن (بالإنجليزية: Ricky martin)‏ .أطلقت الفرقة أولي ألبوماتها تحت عنوان بريميرا سيتا (بالإنجليزية: primera cita)‏.

## روابط خارجية
- سي إن سي أو على موقع روتن توميتوز (الإنجليزية)
- سي إن سي أو على موقع ميوزك برينز (الإنجليزية)
- سي إن سي أو على موقع أول ميوزيك (الإنجليزية)
- سي إن سي أو على موقع ديسكوغز (الإنجليزية)